# العلاقات السويسرية الليبية
العلاقات السويسرية الليبية هي العلاقات الثنائية التي تجمع بين سويسرا وليبيا.

## مقارنة بين البلدين
هذه مقارنة عامة ومرجعية للدولتين:
| وجه المقارنة                                              | سويسرا                                                                                      | ليبيا                                       |
| --------------------------------------------------------- | ------------------------------------------------------------------------------------------- | ------------------------------------------- |
| المساحة (كم2)                                             | 41.28 ألف                                                                                   | 1.76 مليون                                  |
| عدد السكان (نسمة)                                         | 8.21 مليون                                                                                  | 6.37 مليون                                  |
| الكثافة السكانية (ن./كم²)                                 | 198.89                                                                                      | 3.62                                        |
| العاصمة                                                   | برن                                                                                         | طرابلس                                      |
| اللغة الرسمية                                             | اللغة الألمانية، اللغة الإيطالية، لغة فرنسية، اللغة الرومانشية، الألمانية السويسرية الموحدة | اللغة العربية، اللغة العربية الفصحى الحديثة |
| العملة                                                    | فرنك سويسري                                                                                 | دينار ليبي                                  |
| الناتج المحلي الإجمالي (بليون دولار)                      | 678.89 مليار                                                                                | 50.98 مليار                                 |
| الناتج المحلي الإجمالي (تعادل القوة الشرائية) بليون دولار | 518.07 مليار                                                                                | 69.32 مليار                                 |
| الناتج المحلي الإجمالي الاسمي للفرد دولار أمريكي          | 80.94 ألف                                                                                   |                                             |
| الناتج المحلي الإجمالي للفرد دولار أمريكي                 | 59.54 ألف                                                                                   | 15.60 ألف                                   |
| مؤشر التنمية البشرية                                      | 0.930                                                                                       | 0.724                                       |
| رمز المكالمات الدولي                                      | +41                                                                                         | +218                                        |
| رمز الإنترنت                                              | .ch، .swiss ‏                                                                                | .ly                                         |
| المنطقة الزمنية                                           | توقيت وسط أوروبا، ت ع م+01:00، ت ع م+02:00، أوروبا/زيورخ ‏                                   | ت ع م+02:00، توقيت شرق أوروبا               |

## منظمات دولية مشتركة
يشترك البلدان في عضوية مجموعة من المنظمات الدولية، منها:
| علم المنظمة | اسم المنظمة                        | تاريخ انضمام سويسرا | تاريخ انضمام ليبيا |
| ----------- | ---------------------------------- | ------------------- | ------------------ |
|             | مؤسسة التمويل الدولية              | 29 مايو 1992        | 18 سبتمبر 1958     |
|             | منظمة حظر الأسلحة الكيميائية       | ?                   | ?                  |
|             | يونسكو                             | 28 يناير 1949       | 27 يونيو 1953      |
|             | البنك الإفريقي للتنمية             | ?                   | ?                  |
|             | الاتحاد الدولي للاتصالات           | 1866                | 3 فبراير 1953      |
|             | الأمم المتحدة                      | 10 سبتمبر 2002      | 14 ديسمبر 1955     |
|             | منظمة الشرطة الجنائية الدولية      | ?                   | ?                  |
|             | البنك الدولي للإنشاء والتعمير      | 29 مايو 1992        | 17 سبتمبر 1958     |
|             | الاتحاد البريدي العالمي            | ?                   | ?                  |
|             | مؤسسة التنمية الدولية              | 29 مايو 1992        | 1 أغسطس 1961       |
|             | وكالة ضمان الاستثمار متعدد الأطراف | 12 أبريل 1988       | 5 أبريل 1993       |

## أعلام
هذه قائمة لبعض الشخصيات التي تربطها علاقات بالبلدين:
- إسماعيل التاجوري (لاعب كرة قدم ليبي يحترف في الدوري النمساوي، 27 مارس 1994 – )

## وصلات خارجية
- موقع وزارة الخارجية السويسرية
- موقع وزارة الخارجية الليبية